# Бестселлер

Бестселлер начала 1980-х годов — роман Умберто Эко «Имя Розы»

Бестсе́ллер (от англ. bestseller — «продаваемый лучше всех») или хо́довая кни́га — популярная книга или другое тиражируемое издание (например, музыкальный альбом или компьютерная игра), попавшее в список наиболее продаваемых. Термин «бестселлер» не определяет какого-то конкретного уровня продаж или литературного качества произведения, он просто говорит о большой популярности, как, например, термин «блокбастер», используемый в индустрии кино, или термин «хит», употребляющийся для описания очень популярного музыкального произведения.

## История
Термину «бестселлер» не так много лет — впервые он был употреблён в 1889 году. Но феномен, когда книга, будучи опубликованной, сразу же приобретала большую популярность, был известен и ранее, с того времени, как появились печатные книги. Для ранних книг, у которых тираж был небольшой, их успех лучше всего оценивать по количеству переизданий. В те времена система авторского права находилась в зачаточном состоянии, и если и работала, то очень медленно. Это приводило к тому, что разные издательства могли выпустить одно и то же произведение, что, соответственно, увеличивало количество изданий.
В ранние годы книгопечатания почти все популярные книги были религиозными. Поскольку цена книги тогда зависела в большой степени от её объёма, то для того чтобы стать популярной, книга, как правило, должна была быть небольшой. В то же время, например, Библия из-за своего объёма оставалась весьма дорогой книгой вплоть до XIX столетия, и поэтому не так много её экземпляров было напечатано.

### XVIII век
Среди бестселлеров XVIII века — «Приключения Телемака» Фенелона, «Новая Элоиза» Руссо, «Манон Леско» Прево.

### XIX век
На протяжении XIX века список наиболее популярных у читателей книг подвергался значительным изменениям. Так, во Франции в начале столетия бестселлерами являлись книги Шатобриана «Атала» (1801) и «Гений христианства» (1802), затем на первое место вышел Вальтер Скотт, а после 1830 года в списке наиболее популярных книг прочно утвердились видные представители массовой литературы Поль де Кок и Эжен Сю. После 1870 года лидером по количеству опубликованных экземпляров становится Жюль Верн. Интересно, что «Басни» Лафонтена и «Приключения Телемака» продолжали оставаться в списке французских бестселлеров и после выхода в свет «Вечного Жида» и «Парижских тайн» Эжена Сю. Это подтверждает тезис современных отечественных исследователей:
Бестселлер не обязательно относится к массовой литературе. Он может быть, например, академическим или интеллектуальным, то есть отлично покупаемым только в определённом социальном слое.

### XX век
К числу бестселлеров XX столетия относятся такие романы, как «Унесённые ветром» Маргарет Митчелл, произведения Агаты Кристи, Джерома Сэлинджера, Клайва Льюиса, Стивена Кинга, Артура Хейли, Сан-Антонио.

## Сегодня
При составлении различных списков бестселлеров обычно их делят по признаку художественных или нехудожественных произведений. Иногда составители списков вводят различные дополнительные категории. Так, например, газета «Нью-Йорк-Таймс», еженедельно публикующая список бестселлеров, в 2001 году ввела категорию «Книги для детей». Это было сделано в основном для того, чтобы книги о Гарри Поттере можно было удалить из общего списка бестселлеров, где они монопольно занимали первые 3 места в течение года.
Также в настоящее время обычно разделяют бестселлеры в твёрдом переплёте и в мягкой обложке. Обычно первой выходит книга в твёрдом переплёте, которая гораздо дороже, и затем спустя некоторое время — книга в мягкой обложке, которая дешёвая и рассчитана на массового читателя. Популярность книги в твёрдом переплёте обычно подстёгивает выпуск варианта в мягкой обложке, но бывает и наоборот: если твёрдый переплёт продаётся очень хорошо, то нет нужды выпускать более дешёвый вариант.
В разных странах существуют различные эмпирические правила по поводу того, что именно считать бестселлером. Например, в Великобритании это от 4000 продаж за неделю, а в Канаде — от 5000.